# Stadt aus Glas
Der Roman Stadt aus Glas (Originaltitel: City of Glass) aus dem Jahr 1985 ist der erste Teil der New-York-Trilogie des US-amerikanischen Schriftstellers Paul Auster (1947–2024). Die beiden anderen Teile sind Schlagschatten (Ghosts, 1986) und Hinter verschlossenen Türen (The Locked Room, 1987). Die deutsche Übersetzung von Joachim A. Frank wurde 1987 publiziert. Erzählt wird die Geschichte Daniel Quinns, der zufällig die Rolle eines Privatdetektivs übernimmt und auf der Spurensuche nach einem fanatischen religiösen Paradies-Utopisten sich zunehmend in einem Labyrinth verirrt und seine Identität verliert. Vordergründig ein Kriminalroman, spielt Stadt aus Glas mit Namen, Bezeichnungen und den Grenzen zwischen Realität und Phantasie und stellt schließlich die tatsächliche Existenz der Beteiligten in Frage.

## Überblick
Der sich erst im 13. Kapitel offenbarende Autor, ein Freund der Romanfigur Paul Auster, erzählt die Geschichte des 35-jährigen Schriftstellers Daniel Quinn. Grundlagen sind dessen rotes Notizbuch, das er nach seinem Verschwinden hinterlassen hat, sowie ergänzende Recherchen über die Glaubwürdigkeit der Aufzeichnungen. Quinn ist zu seiner Spurensuche als Privatdetektiv im Kriminalfall „Peter Stillman“ nur durch Zufall gekommen. Bei seinen Versuchen, den fanatischen Verfechter einer religiösen Heilslehre zu beschatten und dessen Sohn vor ihm zu beschützen, verirrt er sich zunehmend in einem Labyrinth.
| → Kapitelübersicht |
| 1 Daniel Quinn schreibt unter dem Pseudonym „William Wilson“ Kriminalromane. Ein Telefonanrufer will den Privatdetektiv Paul Auster sprechen. 2 Quinn nimmt aus Neugier die Rolle des Detektivs an, besucht als Paul Auster den Anrufer Peter Stillman und erfährt von dessen durch seinen Vater verschuldeten Gefängnisleben als „Wolfskind“. 3 Quinn spricht mit Virginia Stillman über die Angst ihres Mannes, von seinem Vater getötet zu werden, und übernimmt den Überwachungsauftrag. 4 Quinn überdenkt seine Informationen über „Wolfskinder“. 5 Quinn unterhält sich mit dem Koch der Imbissstube „Heights Luncheonette“ über ein Baseballspiel der „New York Mets“. 6 Quinn liest in der Bibliothek Stillmans Buch Der Garten und der Turm: Frühe Visionen der Neuen Welt und dessen Theorie von der göttlichen Natursprache, mit deren Kenntnis man das Paradies in den USA zurückgewinnen könne. 7 Quinn entdeckt den aus der Haft entlassenen Stillman an der Grand Central Station und folgt ihm in das Hotel „Harmony“. 8 Quinn beschattet Stillman auf seinen Stadtwanderungen und entdeckt ein Muster. 9 Unter drei verschiedenen Namen spricht Quinn Stillman an, als Quinn, als Henry Dark und als Peter Stillman Junior, und bekommt von ihm seine Vision vom Paradies erklärt. Dann verschwindet Stillman. 10 Quinn sucht, nachdem er die Spur verloren hat, den Privatdetektiv Paul Auster, um sich bei ihm Hilfe zu holen. Er findet im Telefonbuch unter diesem Namen jedoch nur den Schriftsteller, der ihm nicht weiterhelfen kann. 11 Quinn will jetzt den Sohn beschützen. 12 Quinn überwacht den Eingang des Stillman-Hauses. Er bricht die Aktion ab, als er kein Geld mehr hat, und erfährt von Paul Auster den Selbstmord Stillmans. Quinns Wohnung ist inzwischen wegen ausbleibender Zahlungen ausgeräumt und weitervermietet worden, und er ist nun obdachlos. 13 Quinn quartiert sich in ein Kämmerchen der verlassenen Stillman-Wohnung ein, lebt in vollkommener Isolation und schreibt seine Gedanken in sein Notizbuch. Der Autor und Paul Auster finden das Buch, jedoch nicht Quinn. |

## Inhalt
Zu Handlungsbeginn lebt Daniel Quinn zurückgezogen in einer Wohnung in der 107th Street in Manhattan, nachdem er vor fünf Jahren Frau und Kind verloren hat. Er verlässt das Haus nur für seine Stadtwanderungen, um durch die äußeren Eindrücke seine innere Leere zu überlagern. Während er früher Übersetzungen, Essays, Gedichtbände und Theaterstücke veröffentlichte, finanziert er jetzt sein bescheidenes Leben damit, jährlich unter dem Pseudonym William Wilson einen Kriminalroman zu publizieren, in dem er seinen Privatdetektiv Max Work als Ich-Erzähler schildern lässt, wie er komplizierte Verbrechen aufgeklärt hat. Quinn stellt sich immer mehr vor, Work sei eine reale Person, die an seiner Stelle in der Welt große Taten vollbringt, wozu er nicht in der Lage wäre. Im Gegensatz dazu schrumpft seine eigene Identität immer mehr zusammen und er hält sich nicht für wirklich (Kap. 1). 
In seiner Wohnung wird Quinn mehrmals durch nächtliche Anrufe einer Person gestört, die mit dem Privatdetektiv Paul Auster sprechen möchte. Anfangs erklärt er, dieser habe sich offenbar verwählt, dann wird er neugierig und gibt sich als Paul Auster aus. Der Anrufer bittet um seine Hilfe, denn er werde verfolgt, und teilt ihm seine Adresse in der East 69th Street mit.
Am nächsten Tag besucht er den Anrufer. Virginia Stillman führt ihm ihrem behinderten Mann Peter vor. Seine Bewegungen und sein Sprechen wirken auf Quinn automatenhaft. Über die Vergangenheit kann er sich nur fragmentarisch und in formelhaften Wiederholungen äußern. Er weiß nicht, wer er ist, er kann nicht differenziert denken und formulieren und versteht nicht die Zusammenhänge. Aus seinem stundenlangen Monolog (Kap. 2) und anschließend durch die Erklärungen Virginias werden die Ursachen deutlich: Peter stammt aus einer reichen Bostoner Familie. Als er zwei Jahre alt war, starb seine Mutter unter ungeklärten Umständen. Ein halbes Jahr wurde er von einem Kindermädchen betreut. Dann führte sein Vater, ein Theologieprofessor, mit ihm ein Experiment durch. Er sperrte 1960 (Kap. 6) das bis dahin normal entwickelte Kind neun Jahre lang in einen dunklen Raum und wollte herausfinden, ob das Kind in dieser Isolation, unbeeinflusst von den Menschen, die Sprache Gottes lernt. Aus Stillmans Buch „Der Garten und der Turm: Frühe Visionen der Neuen Welt“ erfährt Quinn später dessen Theorie von der göttlichen Natursprache, mit deren Kenntnis man das Paradies zurückgewinnen könne. Stillman glaubt an die Prophezeiung, dass dies mit seiner und seines Kindes Hilfe in den USA möglich sein würde. Bei der Äußerung kindlicher Laute wurde Peter vom Vater geschlagen, so dass er verstummte. Offenbar war der Vater über die Erfolglosigkeit seines Versuchs wütend und verbrannte seine Aufzeichnungen. Dabei brach in der Wohnung ein Feuer aus und das Kind wurde bei den Löschaktionen entdeckt. Den geisteskranken Vater wies man in eine Psychiatrie ein. Mediziner und Psychologen behandeln seitdem die Defizite des sprach- und verhaltensgestörten Peter. Virginia, für fünf Jahre seine Sprachtherapeutin, heiratete ihn vor zwei Jahren, um ihn aus dem Krankenhaus herauszuholen und ihm ein Leben in der Gesellschaft zu ermöglichen. Peter hat nun Angst, von seinem Vater, der am nächsten Tag als angeblich geheilt aus der Psychiatrie entlassen wird, ermordet zu werden, denn dieser hat ihm aus der Haft Drohbriefe geschrieben, er sei ein Teufel und deshalb am Misserfolg des Experiments schuld.
Virginia und Quinn einigen sich über seine Überwachungsaufgaben und die Bezahlung. Sie stellt ihm einen Scheck auf den Namen Auster aus (Kap. 3), informiert ihn über den Zeitpunkt der Ankunft des Schwiegervaters in der Grand Central Station in Manhattan und gibt ihm eine Fotografie. Am nächsten Tag informiert Quinn sich in der Universitätsbibliothek über die Arbeit des Theologen und erfährt, dass Stillmans Handlungen sich auf John Miltons Werk Paradise Lost und den Turmbau zu Babel beziehen. Daraus hat er die Utopie entwickelt, mit Kenntnis der göttlichen Sprache könne ein paradiesisches Amerika entstehen (Kap. 6).
Quinn schlüpft nun in die Rolle des Privatdetektivs Auster und erwartet die Ankunft Stillmans an der Grand Central Station (Kap. 7). Er muss sich zwischen einem ungepflegten ca. 60-jährigen Mann und seinem eleganten Doppelgänger entscheiden und folgt dem ersten zum Hotel „Harmony“, einer kleinen schäbigen Herberge. Vom nächsten Tag an beobachtet er ihn auf seinen scheinbar ziellosen Stadtwanderungen und beim Sammeln kleiner Fundsachen (Kap. 8). Bei der Durchsicht seiner Notizen über Stillmans Wanderungen bemerkt Quinn am fünften Tag, dass die verschiedenen täglichen Routen durch Manhattan auf der Landkarte Buchstaben darstellen, die Wörter ergeben: The Tower of Babel. Wie Quinn weiß, steht für Stillman das auf Manhattan bezogene Symbol des Turms für den Verrat der Menschen am göttlichen Gebot (Kap. 8).
Da seine Beobachtungen keine neuen Erkenntnisse ergeben und Stillman sich friedlich zeigt und sich nicht der Wohnung nähert, bespricht Quinn mit Virginia eine neue Strategie. Er will das Gespräch mit Stillman suchen. Er nähert sich ihm im Park, stellt sich als Quinn vor und bringt ihn dazu, über seine Theorie von der neuen Sprache zur Rettung der Welt zu sprechen. Voraussetzung dafür sei eine Neubenennung, die den Dingen entspricht. Bei seiner zweiten Begegnung in einem Frühstückscafé bemerkt er, dass ihn Stillman nicht wiedererkennt, und stellt sich als Henry Dark vor, auf dessen Schrift über John Miltons Paradise Lost sich Stillman in seinem Buch bezogen hat. Stillman reagiert sofort darauf, erklärt Dark als seine eigene Erfindung wegen der gleichen Initialen H. D. wie die Ei-Figur „Humpty Dumpty“, die er als „die reinste Verkörperung des Menschseins“ bezeichnet. Beim dritten Gespräch, wieder im Park, tritt Quinn als Stillmans Sohn Peter auf, und der Vater gibt seinem Sohn gute Ratschläge. Am nächsten Tag ist Stillman verschwunden.
Quinn ist ratlos und sucht Hilfe beim Privatdetektiv Paul Auster, aber er findet nur den Schriftsteller gleichen Namens, also den Autor der „Gläsernen Stadt“, und dieser erzählt ihm von seinen Forschungen zu der Informanten Miguel de Cervantes über die Geschichte von „Don Quijote“ und über die These, dass der spanische Edelmann nicht verwirrt war, sondern ein Experiment über die Leichtgläubigkeit seiner Mitmenschen durchführte. Auster bietet ihm an, für ihn Virginias Scheck einzulösen, doch im Kriminalfall kann er nicht helfen. Quinn will jetzt seinen Auftrag beenden, doch die Telefonleitung zu Virginia Stillman ist ständig besetzt (Kap. 10). Er überdenkt seinen Auftrag und beschließt, da er die Spur des Vaters verloren hat, den Sohn zu beschützen (Kap. 11). Tag und Nacht überwacht er, als Stadtstreicher getarnt, über einen Zeitraum von mehreren Monaten von der anderen Straßenseite aus den Eingang des Stillman-Hauses. Er trainiert, mit einem Minimum an Schlaf und Nahrung auszukommen, und lebt wie ein Obdachloser. Dabei verwahrlost er immer mehr und das Kostüm wird zu seiner persönlichen Kleidung. Die ganze Zeit über kommt nie eine Person der Familie in sein Blickfeld. 
Mit seinem letzten Geld telefoniert Quinn mit Paul Auster, der ihm versprochen hatte, den Scheck Virginias einzulösen. Von ihm erfährt er, dass der Scheck nicht gedeckt war und dass Professor Stillman vor zweieinhalb Monaten von der Brooklyn Bridge gesprungen ist. Damit ist sein Auftrag beendet und er kehrt in seine Wohnung zurück. Diese wurde aber inzwischen weitervermietet, weil seine Zahlungen ausblieben (Kap. 12). Er geht nun in die 69th Street zur Stillman-Wohnung und findet sie leer und verlassen. Da er keine Unterkunft mehr hat, quartiert er sich in einen kleinen, fast lichtlosen Raum ein. Wenn er aufwacht, steht ein Frühstück neben seinem Lager. Er denkt über sein Leben nach und löst sich immer mehr von ihm: „Er hatte kein Interesse mehr an sich selbst“. Tagsüber schreibt er in sein Notizbuch seine Gedanken auf, z. B. über die Sterne und die Menschheit. Als der Autor und sein Freund Paul Auster auf der Suche nach Quinn in die Wohnung kommen, finden sie nur das Notizbuch, aber keine Spur von ihm (Kap. 13).

## Interpretation
Austers „Stadt aus Glas“ wird wegen des Spiels mit der literarischen Tradition, der Metafiktion und der Intertextualität häufig als Postmoderner Roman bezeichnet.
s. Interpretationsansatz
s. Interpretation

## Ausgaben
- Stadt aus Glas. Hamburg 1987, Übersetzung von Joachim A. Frank.
- New York Trilogie. Reinbek 1989.

## Adaptionen
- Stadt aus Glas. Übersetzung, Hörspielbearbeitung und Regie: Alfred Behrens, mit u. a. Nina Hoger, Rufus Beck, Christian Brückner, Rüdiger Vogler. WDR/BR 1997, Hörverlag 1997.
- Paul Auster’s City of Glass, Comicadaption von Paul Karasik (Text) und David Mazzucchelli (Illustration) (1994). Art Spiegelman verfasste das Vorwort zur aktuellen Auflage. City of Glass – The Graphic Novel wurde von The Comics Journal in die Liste der besten 100 Comics des Jahrhunderts gewählt. In der deutschen Übersetzung von Heike Drescher und Paul Scholz erschien Stadt aus Glas bei Reinbek 1999, Neuauflage Berlin 2006, Taschenbuch 2005.